# 李乾祐
李 乾祐（り けんゆう、生没年不詳）は、唐代の官僚。本貫は雍州長安県。

## 経歴
隋の司隷刺史の李偉節の子として生まれた。貞観初年、殿中侍御史となった。ときに鄃県県令の裴仁軌が私事のために門夫を使役したため、太宗は裴仁軌を斬ろうとした。乾祐は軽罪で極刑に処するのは法の公平に合わないと諫めて、太宗に聞き入れられた。ほどなく乾祐は侍御史に転じた。母が死去すると、乾祐は自ら土を背負って盛り土の墓を作り、墓のそばに廬を結んで喪に服した。喪が明けると、長安県令・治書侍御史を歴任し、いずれも有能で知られ、御史大夫に抜擢された。乾祐は中書令の褚遂良と合わず、褚遂良に陥れられることになった。永徽初年、邢州・魏州などの刺史を歴任した。乾祐は剛直で才能があったが、小人物となれあい、外任にあって令史と友情を結び、書状を往復して朝廷の事情を伺った。まもなく友人に告発されて、罪に問われて愛州に配流された。乾封元年（666年）、桂州都督として起用され、司刑太掌伯（刑部尚書）に任じられた。京兆功曹参軍の崔擢を推挙して尚書郎としようとした。事がうまくいかないと見ると、私情で崔擢を告発した。のちに崔擢が罪を犯すと、贖罪のために乾祐が禁中の語を漏らしたと告発した。乾祐は再び罪に問われて免官された。ほどなく死去した。
子に李昭徳があった。

## 伝記資料
- 『旧唐書』巻87 列伝第37
- 『新唐書』巻117 列伝第42